# Mona-Lisa Pursiainen
Eivor Mona Lisa Strandvall, Pursiainen dopo il matrimonio (Kronoby, 21 giugno 1951 – Kauniainen, 7 agosto 2000), è stata una velocista finlandese.

## Biografia
Nipote dell'atleta olimpionico Börje Strandvall, fratello del padre provetto sciatore che la iniziò a quello sport, all'età di nove anni lasciò gli sci per dedicarsi all'atletica leggera ispirata dalle gesta della statunitense Wilma Rudolph. Nel 1964 corse i 60 metri in 8"0; nel luglio 1965 scese sotto i 13" nei 100 metri e sotto i 26" nei 200 metri.
Dal 1967 al 1970 fu per quattro anni consecutivi campionessa finlandese sui 100 e i 200 metri piani, titolo che tornò a conquistare sul rettilineo nel 1973. Nel 1969 prese parte ai campionati europei di atletica leggera di Atene, dove si piazzò quinta nelle batterie di qualificazione con il tempo di 12"4, mentre nell'edizione successiva, a Helsinki 1971, arrivò quinta nella semifinale dei 400 metri piani e settima nella staffetta 4×400 metri, ottenendo il record nazionale con la squadra formata da Riitta Salin, Ruth Lindfors e Marika Eklund.
Nel 1972 partecipò ai Giochi olimpici di Monaco di Baviera, ma fu eliminata durante le qualificazioni nei 400 metri e nella staffetta 4×100 metri, mentre fu settima nella staffetta 4×400 metri con le connazionali Marika Eklund-Lindholm, Pirjo Wilmi-Häggman e Tuula Rautanen.
L'anno successivo, alle Universiadi di Mosca vinse la medaglia d'oro nei 100 e nei 200 metri piani, ottenendo, in quest'ultima specialità, il tempo di 22"39, record finlandese ancora imbattuto.
La sua miglior prestazione sui 400 metri piani la ottenne il 4 settembre 1973, in un triangolare tra Finlandia, Repubblica Democratica Tedesca e Unione Sovietica, quando corse il giro di pista in 51"27.
Nel 1974 prese parte ai campionati europei di Roma, conquistando il sesto posto nei 100 metri piani, la medaglia di bronzo nei 200 metri piani e quella d'argento nella staffetta 4×400 metri insieme a Marika Eklund, Pirjo Häggman e Riitta Salin.
L'anno successivo, sempre a Roma, si disputò l'ottava edizione delle Universiadi, che videro la Pursiainen sul secondo gradino del podio sia nei 100 che nei 200 metri piani.
Ai Giochi olimpici di Montréal 1976 non riuscì ad accedere alle semifinali di 100 e 200 metri piani, ma conquistò il sesto posto nella staffetta 4×400 metri con Marika Eklund-Lindholm, Pirjo Wilmi-Häggman e Riitta Salin.
Si ammalò di cancro al seno e la malattia la sottrasse alla vita il 7 agosto 2000. Oggi riposa nel cimitero di Kauniainen.

## Record nazionali
- 200 metri piani: 22"39 ( Mosca,  1973)
- Staffetta 4×400 metri: 3'37"21 ( Helsinki, 15 agosto 1971)

## Palmarès

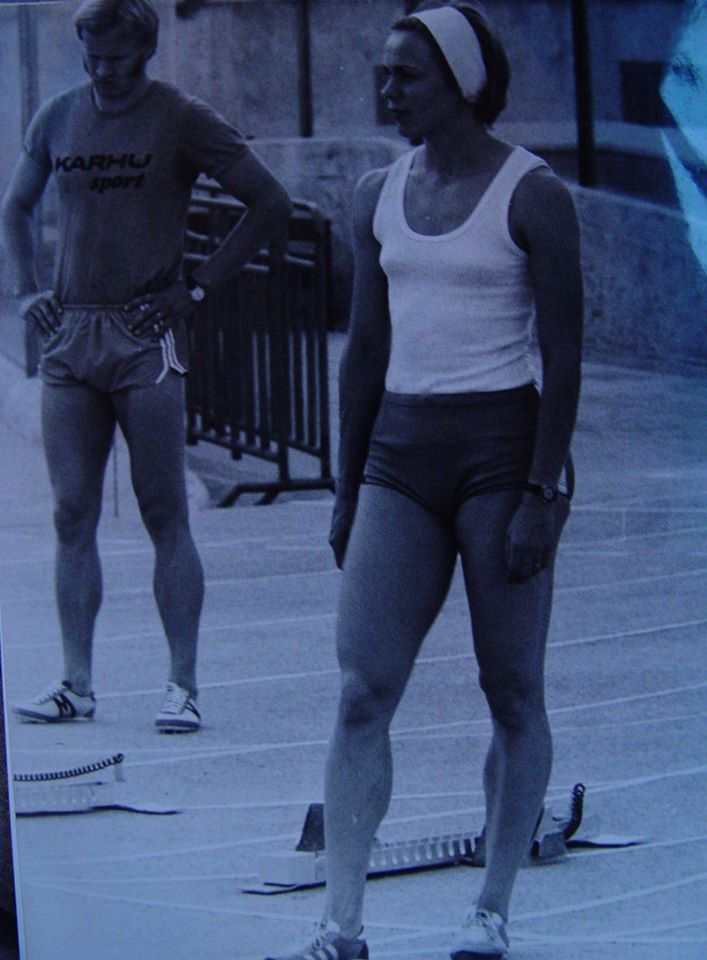
Mona-Lisa Pursiainen dietro i blocchi di partenza durante i campionati europei di atletica leggera di Roma 1974

| Anno | Manifestazione  | Sede              | Evento                | Risultato     | Prestazione | Note             |
| ---- | --------------- | ----------------- | --------------------- | ------------- | ----------- | ---------------- |
| 1969 | Europei         | Atene             | 100 metri             | elim. qualif. | 12"4        |                  |
| 1971 | Europei         | Helsinki          | 400 metri             | elim. semif.  | 54"03       |                  |
| 1971 | Europei         | Helsinki          | Staffetta 4×400 metri | 7ª            | 3'37"21     | Record nazionale |
| 1972 | Giochi olimpici | Monaco di Baviera | 400 metri             | elim. qualif. | 52"23       |                  |
| 1972 | Giochi olimpici | Monaco di Baviera | Staffetta 4×100 metri | elim. qualif. | 44"68       |                  |
| 1972 | Giochi olimpici | Monaco di Baviera | Staffetta 4×400 metri | 7ª            | 3'29"44     |                  |
| 1973 | Universiadi     | Mosca             | 100 metri             | Oro           | 11"41       |                  |
| 1973 | Universiadi     | Mosca             | 200 metri             | Oro           | 22"39       |                  |
| 1974 | Europei         | Roma              | 100 metri             | 6ª            | 11"42       |                  |
| 1974 | Europei         | Roma              | 200 metri             | Bronzo        | 23"17       |                  |
| 1974 | Europei         | Roma              | Staffetta 4×400 metri | Argento       | 3'25"70     |                  |
| 1975 | Universiadi     | Roma              | 100 metri             | Argento       | 11"47       |                  |
| 1975 | Universiadi     | Roma              | 200 metri             | Argento       | 23"61       |                  |
| 1976 | Giochi olimpici | Montréal          | 100 metri             | elim. qualif. | 11"72       |                  |
| 1976 | Giochi olimpici | Montréal          | 200 metri             | elim. qualif. | 24"10       |                  |
| 1976 | Giochi olimpici | Montréal          | Staffetta 4×400 metri | 6ª            | 3'25"87     |                  |

## Campionati nazionali
- 5 volte campionessa finlandese dei 100 metri piani (dal 1967 al 1970 e nel 1973)
- 4 volte campionessa finlandese dei 200 metri piani (dal 1967 al 1970)